# Caselette
Caselette is een gemeente in de Italiaanse provincie Turijn (regio Piëmont) en telt 2698 inwoners (31-12-2004). De oppervlakte bedraagt 14,2 km², de bevolkingsdichtheid is 190 inwoners per km².

## Demografie
Caselette telt ongeveer 1064 huishoudens. Het aantal inwoners daalde in de periode 1991-2001 met 2,7% volgens cijfers uit de tienjaarlijkse volkstellingen van ISTAT.
| Jaar | Inwoneraantal |
| ---- | ------------- |
| 1991 | 2717          |
| 2001 | 2643          |

## Geografie
Caselette grenst aan de volgende gemeenten: Val della Torre, Almese, Alpignano, Avigliana, Rivoli, Rosta en Buttigliera Alta.

## Zie ook

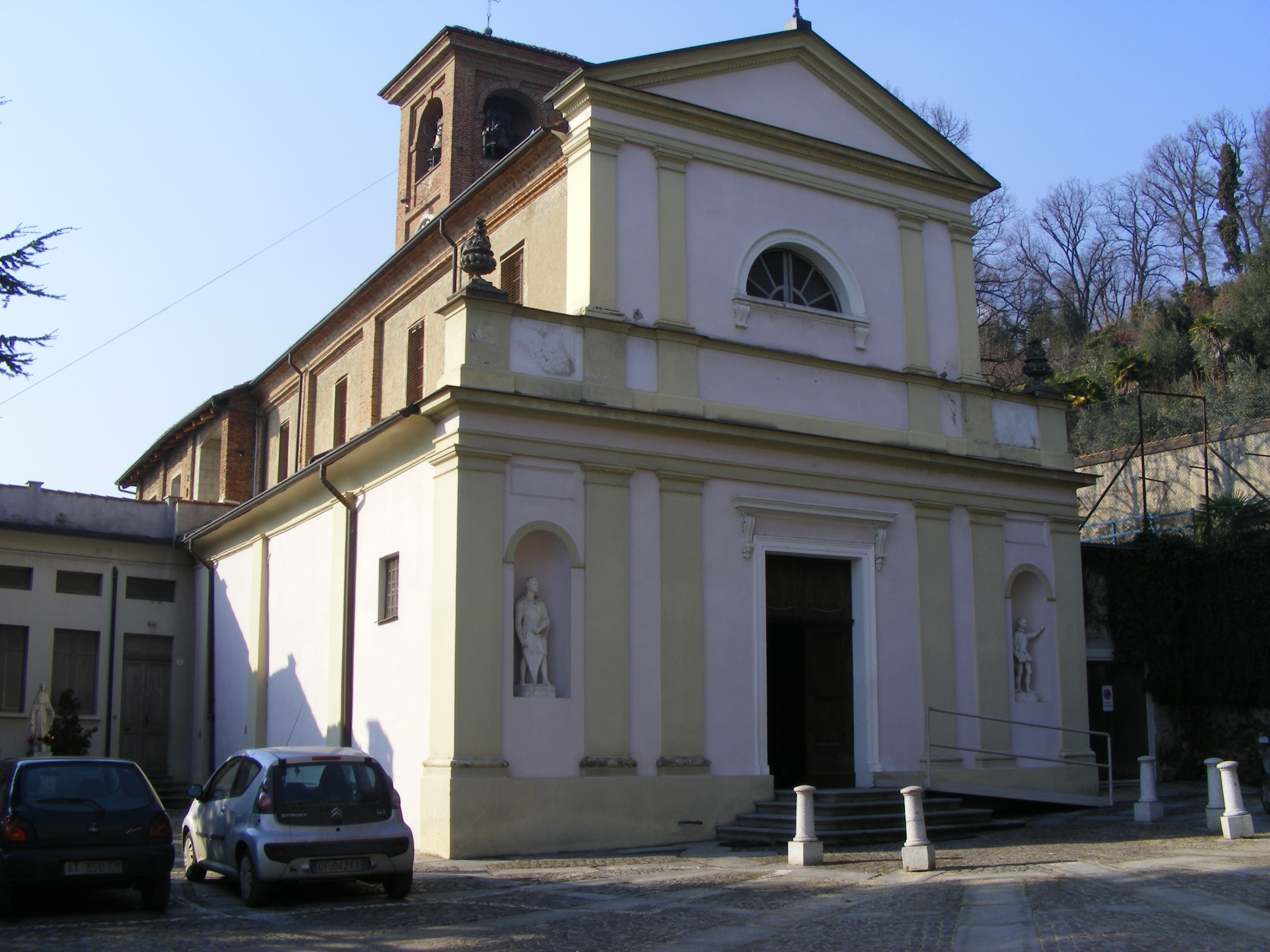
Kerk